# Frank Baldwin
Frank Stephen Baldwin (ur. 10 kwietnia 1838 w New Hartford, stan Connecticut, USA, zm. 8 kwietnia 1925 w Denville, stan New Jersey) – amerykański wynalazca i konstruktor maszyn liczących.
Jego pierwsza maszyna, arytmometr opatentowany w 1874, wykonywała dodawanie, odejmowanie, mnożenie i dzielenie. Arytmometr trafił na rynek, jednak jego produkcja była ograniczona. W następnych latach maszyna została udoskonalona. We współpracy z Jayem Monroe w 1913 roku Baldwin opatentował nowy typ arytmometru.
W 1877 roku Baldwin opatentował urządzenie kryptograficzne.
Wraz z Jayem Monroe w 1912 roku założył firmę Monroe Calculating Machine Company. Baldwin pozostawał na stanowisku dyrektora firmy do swojej śmierci.